# Castlehill Tower

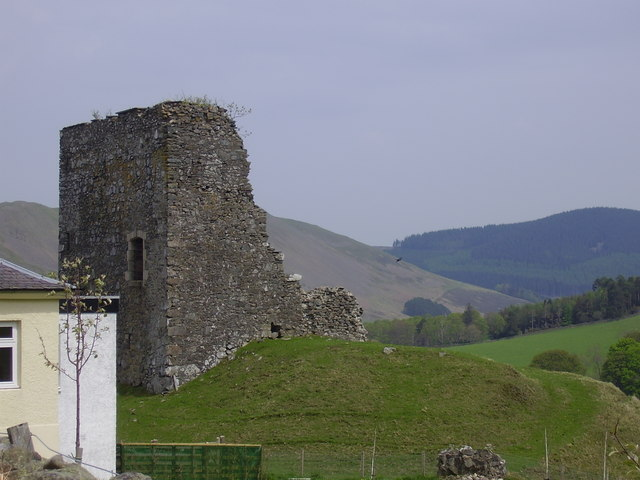
Castlehill Tower

Castlehill Tower, auch Castle Hill of Manor, ist die Ruine eines Wohnturms mit rechteckigem Grundriss aus dem ausgehenden 15. Jahrhundert in der Gemeinde Manor, etwa 1,5 km entfernt vom Dorf Kirkton Manor in der schottischen Council Area Scottish Borders.

## Geschichte
Die Familie Lowis aus Manor ließ Castlehill Tower erbauen, der erstmals 1555 urkundlich erwähnt wird. 1637 wurde die Burg verkauft, und zwar an Alexander Veitch, der sie 1672 an George Baillie aus Jerviswood weiterverkaufte. Von 1703 bis 1729 gehörte sie William Douglas, dem 1. Earl of March. William Tweedle aus Quarter scheint 1838 der Besitzer gewesen zu sein, aber er gab sie zwei Jahre später auf.

## Architektur
Castlehill Tower, der auf dem westlichen Ende eines felsigen Hügels auf dem Westufer des Manor Water steht, wird vermutlich aus drei Vollgeschossen und einem Dachgeschoss bestanden haben, aber heute sind nur noch Teile des Erdgeschosses und des 1. Obergeschosses erhalten. Die Grundfläche beträgr 11,41 m × 9,02 m. Die Mauern des Erdgeschosses sind um 2 Meter dick. Der Eingang, der zu einer kleinen Lobby führt, war in der östlichen Mauer. In der Lobby befindet sich eine Treppe zum Rittersaal im 1. Obergeschoss. Diese Treppe führt auch zu einem Durchgang zur Halle mit Gewölbedecke und auch zu einer Treppe in der Nordwestecke des Turms. Im Erdgeschoss findet man Spuren von Toilettenkanälen, die von den Aborterkern der oberen Geschosse kommen.
Es gibt einen Graben mit einer durchschnittlichen Breite von 3,3 Meter unten auf der Süd-, West- und Nordwestseite des Gebäudes. Auf der Contrescarpe befindet sich ein Wall, der sich nach Norden fortgesetzt haben dürfte, wo heute eine Straße verläuft, sowie entlang der steilen Ostseite. Die Hänge des Hügels waren vermutlich angeböscht. Es gibt Spuren einer Steinmauer auf der Nord- und Ostseite. Der gesamte Gipfel des Hügels war vermutlich eingefriedet.
Die Sicherungsarbeiten 1889 auf dem Anwesen des Turms waren nicht vollständig erfolgreich.
Die Burg schützte eine Furt über das Manor Water.
Historic Scotland hat Castlehill Tower als Scheduled Monument gelistet.